# اوکسازولون

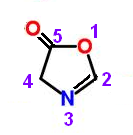
ساختار شیمیایی ایزومر ۵-(۴اچ)-اوکسازولون

اوکسازولون (انگلیسی: Oxazolone) ترکیبات شیمیایی آلی حلقوی با فرمول شیمیایی C3H3NO2 است که دارای سه ایزومر ساختاری است که به صورت زیر نمایش داده می‌شوند:
- ۲-(۳اچ)اوکسازولون.
- ۲-(۵اچ)اوکسازولون.
- ۴-(۵اچ)-اوکسازولون.
- ۵-(۲اچ)-اوکسازولون.
- ۵-(۴اچ)-اوکسازولون.